# Lauren Wade
Lauren Wade (22 novembre 1993) è una calciatrice nordirlandese, attaccante del Reading e della nazionale nordirlandese.

## Carriera

### Club e calcio universitario
Wade fin da giovanissima assorbe la passione per il calcio dalla famiglia. Nipote dell'ex presidente del Coleraine FC Hugh Wade, inizia la carriera nelle giovanili della squadra del nonno, con sede a Coleraine, capoluogo dell'omonimo distretto nordirlandese.
Tra il 2014 e il 2015 ha vestito la maglia del Glentoran Belfast Utd, con il quale, grazie ai risultati ottenuti in Women's Premier League, ha l'occasione di debuttare in UEFA Women's Champions League nelle stagioni 2014-2015 e 2015-2016, scendendo in campo in tutti i tre incontri giocati nei rispettivi turni preliminari di qualificazione ma, pur siglando 2 reti per stagione, non riuscendo a superare il turno con la sua squadra.
Nel 2016 decide di trasferirsi negli Stati Uniti d'America per continuare gli studi alla Carson-Newman University di Jefferson City, nel Missouri, accedendo nel contempo al loro programma sportivo e giocando per la loro squadra di Calcio universitario femminile, le Lady Eagles, iscritta alla South Atlantic Conference (SAC) della National Collegiate Athletic Association (NCAA).
Qui vi rimane fino all'estate dell'anno successivo, ritornando in Europa e affrontando il suo primo campionato estero "senior" dopo aver trovato un accordo con l'Umeå IK. Fa il suo esordio in Elitettan, secondo livello del campionato svedese femminile di calcio, il 6 giugno, nell'incontro vinto per 5-1 sulle avversarie segnando anche una doppietta. Il tecnico Robert Bergström prima del termine del campionato la impiega in altre 4 occasioni, con la squadra che ottiene un'agevole salvezza raggiungendo il 6º posto in classifica.
Nel 2019 si trasferisce al Þróttur, polisportiva islandese con sede nella Capitale Reykjavík, dove si mette in luce contribuendo con 20 reti su 18 incontri al campionato di 1. deild, secondo livello del campionato islandese femminile di calcio, e consentendo alla squadra di tornare in Úrvalsdeild kvenna dopo quattro anni di assenza.
Tornata nel Regno Unito, per la stagione 2020 si trasferisce alle campionesse di Scozia in carica del Glasgow City, con le quali ha l'occasione di tornare a disputare la Champions League nella stagione 2019-2020. Nella partita dei quarti di finale del 21 agosto 2020 riesce a segnare il gol della bandiera nella pesante sconfitta per 9-1 con le campionesse di Germania del Wolfsburg.
A inizio agosto 2022 si è trasferita al Reading, andando a giocare nella Women's Super League inglese.

### Nazionale
Nel 2013 Wade viene convocata con la nazionale maggiore, chiamata dal commissario tecnico Alfie Wylie in occasione delle qualificazioni UEFA al Mondiale di Canada 2015, debuttando il 23 novembre 2013 nell'incontro perso per 3-0 con la Polonia e giocando altri 4 incontri del gruppo 4 l'anno successivo, con la squadra che per poca competitività fallisce l'accesso alla fase finale.
Wylie continua a convocarla con regolarità per tutto il periodo del suo mandato, nelle qualificazioni all'Europeo dei Paesi Bassi 2017 e in quelle al Mondiale di Francia 2019, fallendo in entrambe l'accesso alla fase finale, maturando tuttavia solo 5 presenze, delle quali solo una da titolare.
L'arrivo, nel maggio 2019, di Kenny Shiels sulla panchina della sua nazionale, vede un'evoluzione del suo apporto alla nazionale, partita quasi sempre titolare sia alla Pinatar Cup 2020 che, oltre a un'amichevole, nel corso delle qualificazioni all'Europeo di Inghilterra 2022, ottenendo per la prima volta l'accesso a una fase finale di un torneo continentale dopo aver terminato al secondo posto il gruppo C nella fase a gironi, dove va anche a segno per la prima volta siglando una doppietta nella vittoria per 6-0 con le Fær Øer, e aver poi superato l'Ucraina nel doppio confronto ai play-off, siglando anche la rete che sblocca il risultato nell'incontro di andata.

## Palmarès

### Club
- Campionato nordirlandese: 2

Glentoran: 2014, 2021
- campionato islandese femminile di seconda divisione: 1

Þróttur: 2019